# Anonyx debruynii
Anonyx debruynii är en kräftdjursart som beskrevs av Hoek 1882. Anonyx debruynii ingår i släktet Anonyx och familjen Uristidae. Inga underarter finns listade i Catalogue of Life.